# Turritigera buski
Turritigera buski is een mosdiertjessoort uit de familie van de Lekythoporidae. De wetenschappelijke naam van de soort is voor het eerst geldig gepubliceerd in 2011 door Ramalho, Muricy & Taylor.